# Direct Internet Message Encapsulation
Direct Internet Message Encapsulation (DIME) est un standard internet proposé au début des années 2000 par Microsoft pour transférer des données binaires ou d'autres types de données encapsulées à travers le protocole SOAP. D'après le site de l'Internet Engineering Task Force (IETF), ce standard a été retiré et n'a jamais obtenu de statut RFC. Il est cependant intégré aux Web Services Enhancements distribués par Microsoft.
Ce standard était supposé être une version allégée de MIME.